# División de Honor B femenina de rugby 2022-23
La División de Honor B femenina de rugby 2022-23 fue la 6.ª edición de la segunda competición de rugby de España desde su creación en 2017. El torneo es organizado por la Federación Española de Rugby, al igual que la máxima categoría.
Para esta temporada, la primera jornada se organizó para el 2 de octubre, mientras que la última fecha de la categoría será el día 23 de abril de 2023 según el calendario oficial. 

## Sistema de competición
Se jugará una liga regular entre 8 equipos a doble vuelta entre los equipos entre los equipos que después se citan junto con sus características.
Tras la liga regular se jugará una final por el título (1o - 2o) a partido único en el campo del equipo mejor clasificado (1o). El segundo (2o clasificado) jugará una eliminatoria de promoción contra el penúltimo (7o clasificado) de División de Honor Femenina, a un partido en sede neutral a determinar por ambos equipos de mutuo acuerdo y aceptado por la FER. 

### Ascensos y descensos
Tras la final de ascenso, el subcampeón jugará una eliminatoria de promoción contra el penúltimo (7o clasificado) de División de Honor Femenina, a un partido en sede neutral a determinar por ambos equipos de mutuo acuerdo y aceptado por la FER. 
El equipo clasificado en última posición (8o clasificado) descenderá a Regional en la temporada 2023/24. El penúltimo (7o clasificado) jugará una eliminatoria de promoción contra el 2o equipo clasificado de la Fase de Ascenso a División de Honor B, a un partido en sede neutral a determinar por ambos equipos de mutuo acuerdo y aceptado por la FER.

### Sistema de puntuación
- Cada victoria suma 4 puntos.
- Cada empate suma 2 puntos.
- Cuatro ensayos en un partido suma 1 punto de bonus.
- Perder por una diferencia de siete puntos o inferior suma 1 punto de bonus.

## Equipos participantes

### Información de los equipos
| Equipo                            | Ciudad                     | Entrenador   | Estadio                       | Capacidad |
| --------------------------------- | -------------------------- | ------------ | ----------------------------- | --------- |
| A. D. Ing. Industriales Las Rozas | Las Rozas de Madrid        | Bandera de ? | El Cantizal                   | 400       |
| XV Sanse Scrum R. C.              | San Sebastián de los Reyes | Bandera de ? | Polideportivo Dehesa Boyal    | 500       |
| XV Hortaleza R. C.                | Hortaleza                  | Bandera de ? | Campo de rugby de Hortaleza   | 500       |
| C. P. Les Abelles                 | Valencia                   | Bandera de ? | Polideportivo Quatre Carreres | 500       |
| Rugby Turia                       | Valencia                   | Bandera de ? | Polideportivo Quatre Carreres | 500       |
| Barcelona U. C.                   | Barcelona                  | Bandera de ? | La Foixarda                   | 1200      |
| AVR FC Barcelona                  | Barcelona                  | Bandera de ? | La Teixonera                  | 500       |
| Getxo R. T.                       | Guecho                     | Bandera de ? | Ciudad Deportiva de Fadura    | 1000      |

## Clasificación
Para la leyenda tener en cuenta en todos el siguiente cuadro.
|  | Clasificados para la final del play off por el ascenso           |
|  | Promoción de descenso a ligas regionales                         |
|  | Descenso a ligas regionales                                      |
|  | Campeón 2022/23                                                  |
|  | (A) Ascendidos de divisiones regionales para esta temporada      |
|  | (D) Descendido de División de Honor femenina para esta temporada |

Pts = Puntos totales; PJ = Partidos Jugados; G = Partidos Ganados; E = Partidos Empatados; P = Partidos Perdidos;
PF = Puntos a favor; PC = Puntos en contra; DP = Diferencia de puntos; BP = Bonus de puntos
| 1                                                   | Getxo R. T.                       | 65 | 14 | 13 | 0 | 1  | 470 | 104 | 366  | 13 |
| 2                                                   | AVR FC Barcelona (A)              | 57 | 14 | 12 | 0 | 2  | 561 | 126 | 435  | 9  |
| 3                                                   | Rugby Turia                       | 41 | 14 | 9  | 0 | 5  | 345 | 187 | 158  | 5  |
| 4                                                   | XV Hortaleza R. C.                | 39 | 14 | 8  | 0 | 6  | 314 | 288 | 26   | 7  |
| 5                                                   | C. P. Les Abelles                 | 37 | 14 | 8  | 0 | 6  | 280 | 240 | 40   | 5  |
| 6                                                   | Barcelona U. C.                   | 22 | 14 | 4  | 0 | 10 | 229 | 292 | -63  | 6  |
| 7                                                   | A. D. Ing. Industriales Las Rozas | 11 | 14 | 2  | 0 | 12 | 104 | 424 | -320 | 3  |
| 8                                                   | XV Sanse Scrum R. C. (D)          | 0  | 14 | 0  | 0 | 14 | 52  | 694 | -642 | 0  |
| Fuente: RugbyFemenino.com; actualización automática |                                   |    |    |    |   |    |     |     |      |    |

## Fase de Ascenso

### Final[4]
| División de Honor B femenina de España (Fase de Ascenso); 23 de abril de 2023 | Getxo R. T. | 3 - 5 | AVR FC Barcelona | Ciudad Deportiva de Fadura, Guecho |  |
|                                                                               |             |       |                  | Árbitro(s): Joaquín Santoro        |  |

| Por un resultado global favorable de 3 - 5: Asciende a la División de Honor Femenina para la temporada 2023-24: AVR FC Barcelona |

### Promoción Liga Iberdrola/División Honor B[5]
| División de Honor B femenina de España (Promoción a DH); 29 de abril de 2023 | Olímpico de Pozuelo R. C. | 31 - 12 | Getxo R. T. | Campo de rugby Las Lomas, Arroyo de la Encomienda |  |

## Promoción Descenso a Regional[6]
| División de Honor B femenina de España (Promoción a DHB); 13 de mayo de 2023 | A. D. Ing. Industriales Las Rozas | 7 - 24 | Pingüinas Rugby Burgos | Campo de rugby Las Lomas, Arroyo de la Encomienda |  |
|                                                                              |                                   |        |                        | Árbitro(s): Luis Lasala                           |  |